# Santa Margarida del Cairat
Santa Margarida del Cairat és una església d'Esparreguera del segle IX-X i d'estil medieval pre-romànic, inclosa en l'Inventari del Patrimoni Arquitectònic de Catalunya. Està ubicada a la carretera B-113 a 500 metres de Can Paloma i al peu de l'antic camí de Monistrol.

## Descripció
La capella amb un absis rectangular, té l'eix de la nau desviat vers migdia, mentre que el de l'absis ho és al nord, segurament a causa de l'aprofitament del penyal a l'extrem del qual es dreça. Dues finestres d'esqueixada senzilla i forma de pany de clau al sud i a l'est la il·luminen.
S'hi destrien dues fases, en la primera de les quals la capella tenia només l'absis cobert amb volta i la nau, coberta amb embigats, tenia la porta a migdia.
En la segona meitat del segle x hom construí uns pilars adossats als murs de la nau i hom bastí unes arcades al damunt, així es reforçaven els murs perquè poguessin suportar les forces d'una volta.
L'aparell de totes dues etapes és similar, de lloses de licorella sense tallar disposades planes enmig d'un morter abundant amb fragments d'opus spicatum. També és similar la irregularitat del traçat d'arcs i voltes, entre la falsa ferradura i el mig punt, per la qual cosa hom sospitaria que és una obra homogènia si no fos que el pilar central del migdia i l'arcada sud-occidental recauen just al lloc on hi havia l'antiga porta, que hagué d'ésser tapiada, això prova que la volta de la nau és una reforma posterior.
De l'exterior a l'interior de la nau, es baixen tres graons.

## Història
Per la seva arquitectura i tipologia es dedueix que és un edifici construït durant la segona meitat del segle ix, quan el Comte Guifré el Pilós va repoblar la zona dels voltants de Montserrat i del Bages.
El 985 Guillem d'Esparreguera donà a la seu de Vic els castells de les Espases i d'Esparreguera amb les seves parròquies. El 993, quan el bisbe Arnulf commutà aquest alou amb Sendred de Gurb pel de Sant Boi de Lluçanès, esmenta que dona els castells de les Espases i d'Esparreguera amb les seves esglésies. És possible que entre aquestes hi hagués la de Santa Margarida, encara que la capella no és esmentada explícitament fins al 1205, quan Ramon de Guàrdia, feudatari dels Cardona i senyor d'Esparreguera, feu un llegat de deu sous a l'església de Santa Margarida del terme del castell d'Esparreguera. El 1367 Ramon Rovirola i la seva muller s'oferiren com a deodats a "la capella de Santa Margarida de Çaplancha". El 1391 el deodat era Albert Roca. El 1965 fou restaurada pels seus propietaris del mas veí de Can Paloma.